# نهر كولان
 نهر كولان
نهر كولان بالإنجليزية (Kolan River): هو نهر قصير يوجد في شمال مدينة بوندابيرج, أستراليا, طول النهر 180 كم ومساحة سطحة 2795 كم2, منبعه من منطقة مور بارك Moore Park, تم إقامة سد على النهر 1978 من قبل السيد فريدهايغ Fred Haigh لتشكيل بحيرة موندران Monduran والتخفيف من آثار الفيضانات في الأجزاء الدنيا للنهر, الفرع الرئيسي للنهر هو جدول جن جن Gin-Gin, الأجزاء الدنيا للنهر محاطة بحقول زراعة قصب السكر.
مترجم من Kolan River